# 14-й истребительный авиационный полк
14-й истребительный авиационный полк (14-й иап) — воинская часть Военно-воздушных сил (ВВС) Вооружённых Сил РККА, принимавшая участие в боевых действиях Советско-японской войны.

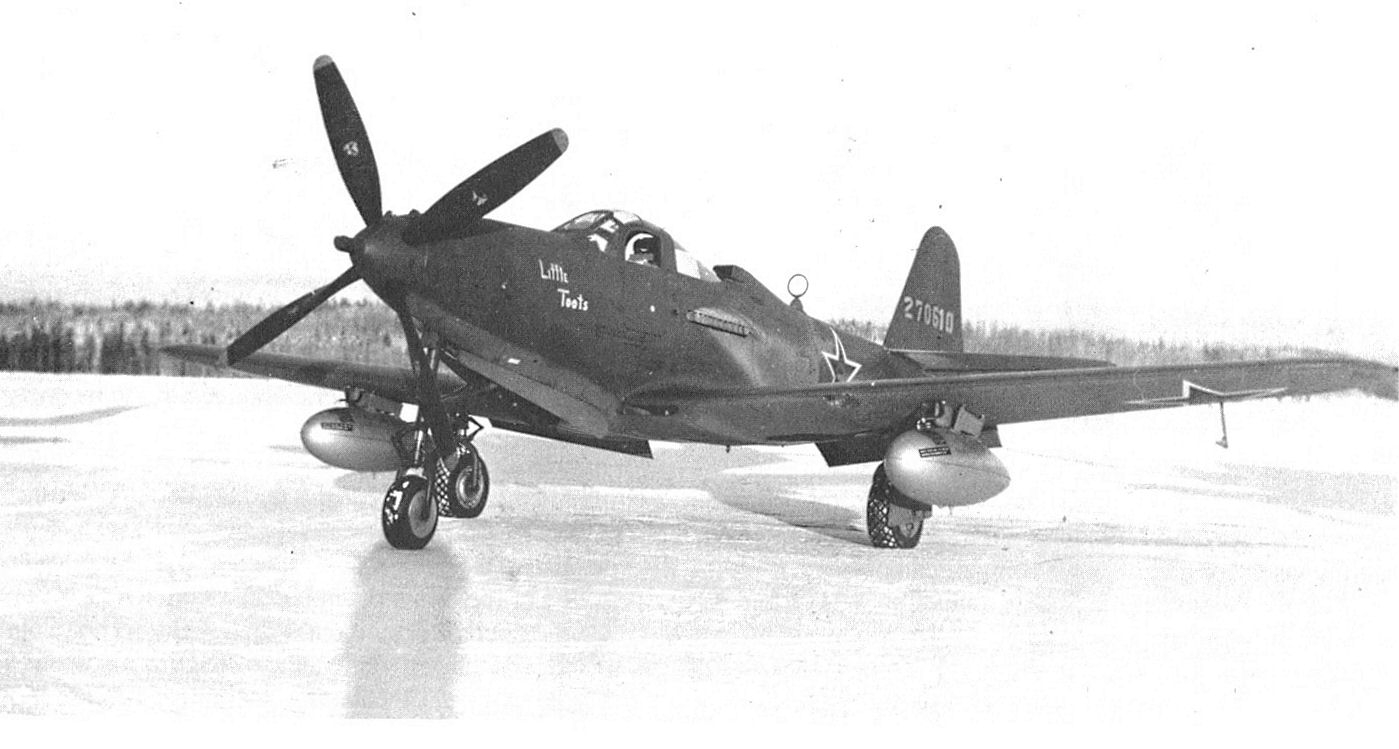
Bell P-63 Кингкобра

## Наименования полка
За весь период своего существования полк своё наименование не менял:
- 14-й истребительный авиационный полк
- Полевая почта 74521

| И-15 бис | Ла-5 | И-16 |

## Создание полка
14-й истребительный авиационный полк сформирован в Особой Краснознамённой Дальневосточной армии на аэродроме Куйбышевка-Восточная Амурской области. Вошёл в состав 26-й авиационной бригады ВВС ОКДВА.

## Расформирование полка
14-й истребительный авиационный полк был расформирован 15 сентября 1960 года на аэродроме Елизово.

## В действующей армии
В составе действующей армии:
- с 9 августа 1945 года по 3 сентября 1945 года

## Командиры полка
- капитан Чирва Степан Никитович[2] 10.04.1939 — 03.1941
- майор Кочергин Иван Александрович[3], 09.1941 — 09.1944
- майор Медведев Василий Семёнович[4], 04.1944 — 05.10.1945

## В составе соединений и объединений
| Период        | Фронт (округ)                                | армия                | дивизия                                      | примечание                                                                           |
| ------------- | -------------------------------------------- | -------------------- | -------------------------------------------- | ------------------------------------------------------------------------------------ |
| 1938 г.       | Особая Краснознамённая Дальневосточная армия | ВВС армии            | 26-я авиационная бригада                     | И-153, И-16                                                                          |
| 22.06.1941 г. | Дальневосточный фронт                        | ВВС фронта           | 31-я истребительная авиационная дивизия      | И-153, И-16                                                                          |
| 08.07.1941 г. | Дальневосточный фронт                        | ВВС фронта           |                                              | И-153, И-16                                                                          |
| 06.09.1941 г. | Дальневосточный фронт                        | ВВС фронта           |                                              | 2-я аэ на И-16 передана на формирование 529-го иап                                   |
| 06.09.1941 г. | Дальневосточный фронт                        | ВВС фронта           | 249-я истребительная авиационная дивизия     |                                                                                      |
| 15.08.1942 г. | Дальневосточный фронт                        | 10-я воздушная армия | 296-я истребительная авиационная дивизия     |                                                                                      |
| 1944 г.       | Дальневосточный фронт                        | 10-я воздушная армия | 296-я истребительная авиационная дивизия     | Ла-5                                                                                 |
| 05.1945 г.    | Дальневосточный фронт                        | 10-я воздушная армия | 296-я истребительная авиационная дивизия     | Ла-5, 10 Ла-7                                                                        |
| 08.08.1945 г. | Дальневосточный фронт                        | 10-я воздушная армия | 296-я истребительная авиационная дивизия     | 33 Ла-5 и 10 Ла-7                                                                    |
| 09.08.1945 г. | 2-й Дальневосточный фронт                    | 10-я воздушная армия | 296-я истребительная авиационная дивизия     | Ла-5, Ла-7                                                                           |
| 03.09.1945 г. | 2-й Дальневосточный фронт                    | 10-я воздушная армия | 296-я истребительная авиационная дивизия     | Ла-5, Ла-7                                                                           |
| 20.09.1945 г. | Приморский военный округ                     | 10-я воздушная армия | 128-я смешанная авиационная дивизия          | Поэтапно перебазировался с аэродрома Тамбовка в Амурской области на аэродром Елизово |
| 25.07.1946 г. | Приморский военный округ                     | 10-я воздушная армия | 128-я смешанная авиационная дивизия          | Елизово, КингКобра                                                                   |
| 20.01.1949 г. | Приморский военный округ                     | 29-я воздушная армия | 128-я смешанная авиационная дивизия          | Елизово, КингКобра                                                                   |
| 20.02.1949 г. | Приморский военный округ                     | 29-я воздушная армия | 222-я истребительная авиационная дивизия ПВО | Елизово, КингКобра                                                                   |
| 15.09.1960 г. | Приморский военный округ                     | 29-я воздушная армия | 222-я истребительная авиационная дивизия ПВО | расформирован, Елизово, МиГ-17                                                       |

## Участие в операциях и битвах
- Маньчжурская операция:

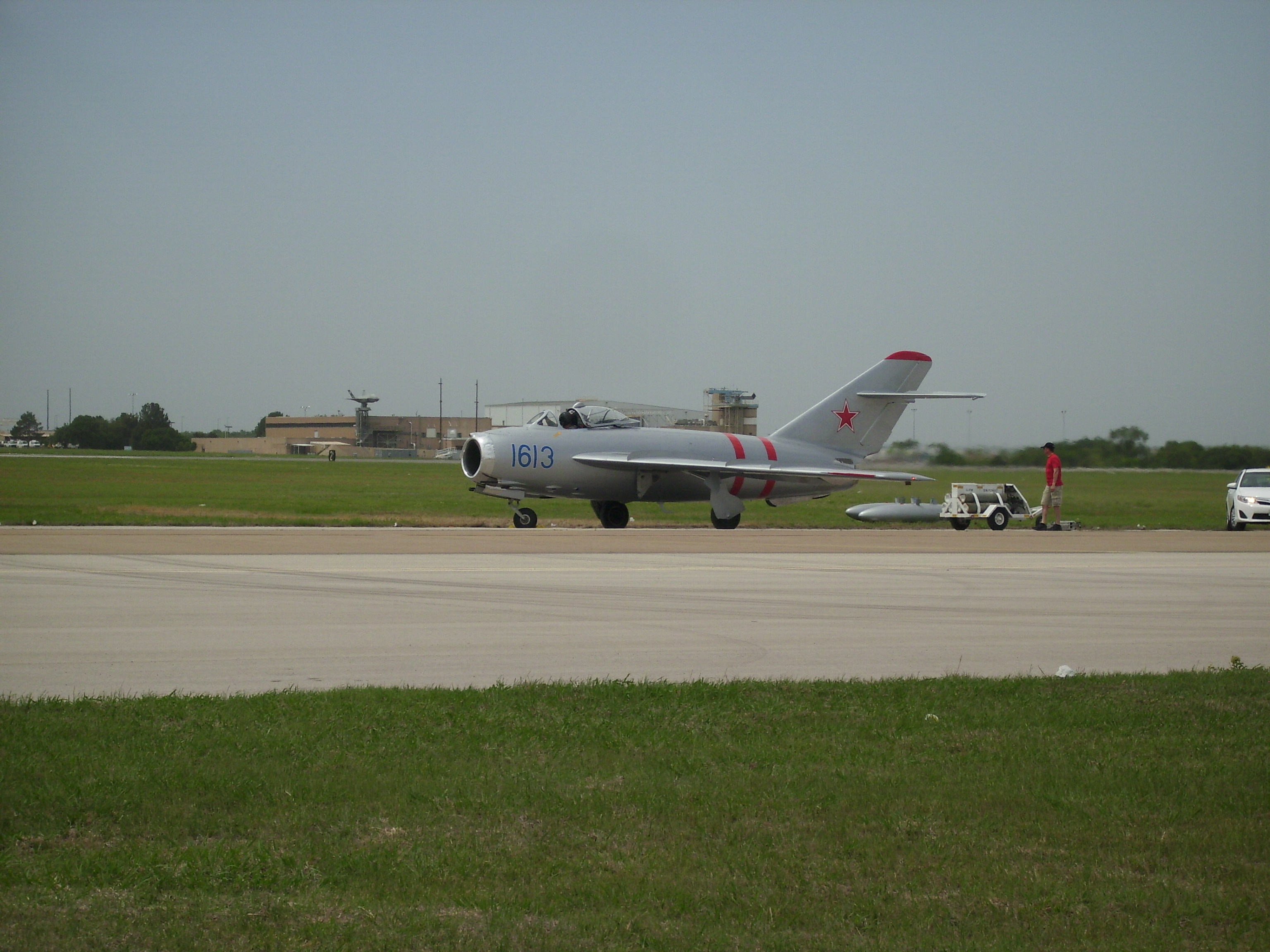
МиГ-17

  - Сунгарийская наступательная операция — с 9 августа 1945 года по 2 сентября 1945 года.

## Благодарности Верховного Главного Командования
- за овладение городами Цзямусы, Мэргэнь, Бэйаньчжэнь[5]
- За отличные боевые действия в боях с японцами на Дальнем Востоке[6]

## Статистика боевых действий
Всего за годы Советско-японской войны полком:
| Выполнено боевых вылетов | Воздушных боёв | Сбито самолётов в воздухе |
| ------------------------ | -------------- | ------------------------- |
| 302                      | не было        | 0                         |

Уничтожено при штурмовках наземных целей:
| автомашин, всего | паровозов, всего | вагонов, всего | орудий ПТА |
| ---------------- | ---------------- | -------------- | ---------- |
| 52               | 1                | 7              | 4          |

## Самолёты на вооружении
| Период      | Самолёты  |
| ----------- | --------- |
| 1938 — 1944 | И-16      |
| 1938 — 1944 | И-153     |
| 1944 — 1945 | Ла-5      |
| 1945 — 1946 | Ла-7      |
| 1946 — 1952 | КингКобра |
| 1952 — 1956 | МиГ-15    |
| 1956 — 1960 | МиГ-17    |

## Базирование
| Период            | Аэродромы                  |
| ----------------- | -------------------------- |
| 10.45 — 10.7.46   | Тамбовка Амурская область  |
| 10.7.46 — 15.9.60 | Елизово Камчатская область |